# Kondenzált gyűrűs nómenklatúra
Kondenzált gyűrűs vegyületnek olyan vegyületet nevezünk, melyben a szomszédos gyűrűknek két közös atomjuk van. A kondenzált gyűrűs vagy fúziós nómenklatúra ezek elnevezését adja meg.
Az elnevezés első lépése az oldalláncot nem tartalmazó kondenzált alapvegyület kiválasztása. E szócikk az alapvegyületek elnevezéséről szól. A többi komponenset valamelyik nómenklatúra (leggyakrabban szubsztitúció) segítségével fűzzük az alapvegyülethez.
Ha a vegyületben több gyűrűrendszer is van, rendszerint a legtöbb gyűrűt tartalmazót választjuk alapvegyületnek, de a szabvány ezen a téren nem ír elő pontos szabályokat. Ebből az is következik, hogy egy vegyületnek több szabványos neve is lehet.
A kondenzált gyűrűs vegyületeket lehetőleg triviális vagy féltriviális néven nevezzük el. Ha ilyen nincs, alapkomponensnek választunk minél több gyűrűs triviális nevű vegyületet. Itt annyi a megkötés, hogy heterogyűrűs vegyület esetén az alapkomponens is heterogyűrűs kell legyen. Ezen alapkomponenshez illesztjük hozzá a többi gyűrűt az itt leírt elnevezési szabályok szerint.
A kondenzált gyűrű az áthidalt gyűrű speciális esete. Előfordul, hogy a kondenzált gyűrűkre az áthidalt gyűrűs nómenklatúrát alkalmazzák, de a kondenzált gyűrűs nómenklatúrában is megadhatók hidak.

## Fogalmak
Ha a gyűrűrendszer minden atomja legfeljebb két gyűrűhöz tartozik, a gyűrű orto-kondenzált. Ha vannak olyan közös gyűrűatomok, melyek három vagy több gyűrűhöz tartoznak, a gyűrű  orto- és perikondenzált.
Ha két szomszédos gyűrűnek egy közös atomja van, a vegyület spirogyűrűs, három vagy több közös atom esetén áthidalt gyűrűs. E szócikk ezekkel nem foglalkozik.
A teljesen telítetlen vegyületben a lehető legtöbb nem szomszédos kettős kötés van. Az elnevezéskor legtöbbször ilyen alapvegyületből indulunk ki.

## Triviális és féltriviális nevek
A triviális és féltriviális neveket a szabvány számos dokumentuma tartalmazza, melyek nincsenek összefésülve, így elég nehéz bennük eligazodni.
Fontosabb triviális nevű kondenzált gyűrűk:
- 6+5 tagú gyűrűk
  - indán(en), indén, indazol, indolin, izoindolin, indol, izoindol, indolizin, izobenzofurán, purin
- 6+6 tagú gyűrűk 
  - kromán, izokromán, kromén(en), izokromén, cinnolin, kinolin, izokinolin(en), kinozilin, naftiridin, ftálazin, pteridin, naftalin
- 6+6+6 tagú gyűrűk
  - akridin, xantén (az atomszámozása is kivétel)
- 6+5+6 tagú gyűrűk
  - karbazol, karbolin

Példák féltriviális nevekre:
- A többgyűrűs, teljesen telítetlen szénhidrogének neve -én-re végződik. Példák: indén, azulén, fluorén.
- A négy vagy több egy egyenesbe eső benzolgyűrűből álló vegyületek neve -acén-re végződik, pl. tetracén, pentacén.

## Az atomok számozása

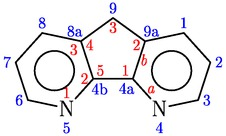
4,5-diazafluorén

A gyűrűrendszert olyan helyzetbe forgatjuk, hogy 
1. a lehető legtöbb gyűrű vízszintesen legyen
2. a lehető legtöbb gyűrű legyen a vízszintes vonal fölött, és annak közepétől jobbra
3. ha több lehetőség marad, azt választjuk, amelyikben a legkevesebb gyűrű van a bal alsó negyedben
4. ha így is több lehetőség marad, úgy forgatjuk a gyűrűt, hogy a heteroatomok a lehető legkisebb számot kapják
5. ha még ezek után is több lehetőség marad, azt választjuk, amelyikben a számozáskor a több gyűrűhöz tartozó szénatomok a lehető legkisebb számot kapják (csak a közös atomok számait figyelembe véve és a latin betűs megjelölést elhagyva)
6. ha még mindig több lehetőség marad, és a gyűrűnek vannak telített szénatomjai, úgy forgatjuk a gyűrűt, hogy a telített szénatomok a lehető legkisebb számot kapják.

Az ötödik szabályból az következik, hogy egyszerűbb széngyűrűs rendszerekben a kisebb gyűrűk a jobb oldalra kerülnek.
A számozást a jobb szélső gyűrűn kezdjük az első olyan atommal, amely csak ehhez a gyűrűhöz tartozik. Az óramutató járásával azonos irányban számozunk. Több gyűrű közös szénatomjai nem kapnak külön számot, de a heteroatomok igen. A közös szénatomokat a megelőző atom számával és az azt követő latin betűkkel jelöljük.
Bizonyos vegyületeknél a szabvány kivételképpen a fentiektől eltérő számozást ír elő, pl.: 

Purin
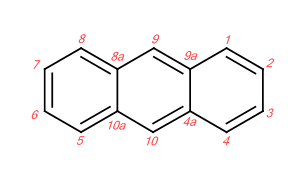
Antracén
Fenantrén

## Új gyűrű hozzáadása

10H-fenotiazin

Ha a vegyületnek nincs triviális neve, kiválasztunk egy triviális nevű alapkomponenset, mely a lehető legtöbb gyűrűt tartalmazza. Ha az egész gyűrű heterogyűrűs, akkor az alapkomponens is ilyen kell legyen. A vegyület többi komponensét előtag adja meg. Ezek nevét a Hantzsch-Widman névből úgy kapjuk, hogy a záró e betűt o-ra cseréljük. Az o a név része marad akkor is, ha magánhangzó követi. A komponens lehet többgyűrűs, pl. nafto-', and 'antra-'. A benzol előtag-neve benzo.
A feno előtagot olyankor használjuk, ha egy 6 atomos monogyűrű 1-es és 4-es atomja heteroatom, és két benzolgyűrű kapcsolódik hozzá (a 2,3 és 5,6-os élen). (R-2.4.1.4.1)
Ha az előtag monogyűrű, a ciklopenta-, ciklohexa- alakot használjuk, mely a gyűrű teljesen telítetlen változatát jelenti. A részlegesen telítetlen vagy telített változatot a gyűrű előtagjai jelzik a névben.
A kapcsolódási helyet az alapkomponens, és ha szükséges, a hozzáadott komponens gyűrűélének megadásával jelezzük közvetlenül a hozzáadott komponens neve után szögletes zárójelben. Az alapkomponens élét latin kisbetűvel adjuk meg: a az 1. és 2. csúcs közötti élet jelenti, a b a 2. és 3.-at, stb. Az alapkömponenset a teljes gyűrűrendszertől függetlenül számozzuk úgy, hogy a betűk a lehető legközelebb legyenek az abc elejéhez. A hozzáadott gyűrű élét a csúcsokkal adjuk meg az alapkomponens betűje előtt.
Ha a hozzáadott komponens többszörözött (di-), az alapkomponens két élét vesszővel elválasztott két betű adja meg. Ha a hozzádott komponens élét is meg kell adni, a két csúcsot vessző, az alapkomponens betűjét kötőjel választja el.

## Teljesen telítetlen gyűrűk

Benzo[8]annulén

Mind a benzol, mind a [8]annulén (ciklooktatetraén) teljesen telítetlen gyűrű.
Ha a gyűrűket úgy forgatnánk, hogy a benzol legyen balra (a képet fejjel lefelé nézve), akkor a képen 5-ös atom kapná az 1-es számot, a képen 10a-val jelölt atom pedig a 6a-t. A képen az első közös atom száma 4, fejjel lefelé 6: ezért választottuk ezt a beállítást.
A kapcsolódás helyét a szimmetria miatt nem szükséges megadni.

A teljesen telítetlen gyűrű telített (heteroatom esetén: egyes kötéssel kapcsolódó) atomjait a gyűrűrendszer előtti dőlt H betű jelzi. A H-t a gyűrűrendszerbeli atomszámok előzik meg.

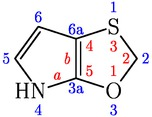
4H-[1,3]oxatiolo[5,4-b]pirrol

A két gyűrűt azért így helyeztük el, mert a második heteroatom száma így kisebb lesz. (Az ábrán látható elhelyezésben az oxigéné 3, fejjel lefelé nézve és a nitrogéntől kezdve a számozást, a kéné 4 lenne.)
A jobb oldali gyűrű 5 atomból áll, teljesen telítetlen. A Hantzsch–Widman-nevezéktan szerinti utótagja -ol. Az oxigén a nevezéktanban megelőzi a ként, ezért a gyűrűt a kénről nevezzük el tiol-nak, és az oxa- előtaggal jelezzük az oxigén heteroatomot. A heteroatomok helyét is megadva (az ábrán piros számok) a jobb gyűrű neve 1,3-oxatiol. A 2-es szénatom nem lehet telítetlen, így nem kell jelezni, hogy telített.
A bal oldali gyűrű is teljesen telítetlen, a nevezéktanban elfogadott triviális neve pirrol. A számozást a heteroatommal kezdjük. A „telített” atomot jelezve a gyűrű neve 1H-pirrol.
A pirrolt választva alapkomponensnek, a kondenzált gyűrű neve 4H-[1,3]oxatiolo[...]pirrol. (Kondenzált gyűrűknél az egyes gyűrűkhöz tartozó számokat szögletes zárójelbe kell tenni.) Az előtagként megadott oxatiolt o utótaggal jelezzük, mely akkor sem marad el, ha magánhangzó követi.
A két gyűrű között szögletes zárójelben a kapcsolódási élet adjuk meg a teljes név gyűrűsorrendjében. Az első (oxatiol) gyűrűnél az él két szénatomját adjuk meg az izolált gyűrűbeli számozással (az ábrán piros számok). Az alapgyűrű élét betűvel jelezzük ugyancsak az izolált gyűrűből származó számozással: a=1,2, b=2,3, stb. A pirrol 2-es szénatomja azonos az oxatiol 5-ös atomjával, a 3-as az oxatiol 4-esével. Innen az [5,4-b].

## Részlegesen telítetlen és telített gyűrűk
A telített kötéseket a dihidro-, tetrahidro-, stb. előtaggal jelöljük, melyet a csúcsokat megadó, vesszővel elválasztott számok előznek meg. A perhidro- előtag a teljesen telített gyűrűt jelöli.

1,2,3,4-tetrahidronaftalin

Az előtag azt jelzi, hogy az 1,2-es és 3,4-es atom által meghatározott két él telített. A molekulát azért forgattuk így, hogy a telített élek szénatomjai a lehető legkisebb számot kapják.
A példa azt is mutatja, hogyan képezhetünk új nevet triviális névből. Egyúttal példa az additív nómenklatúra használatára is.
A benzociklohexán ugyancsak szabályos név.

## Kondenzált vs. áthidalt gyűrűs nómenklatúra
Kondenzált gyűrűs nómenklatúrával:

Dekahidronaftalin

Nem kell megadni a telített éleket, mivel mindegyik az. Ha mégis megadjuk, a gyűrű neve 1,2,3,4,4a,5,6,7,8,8a-dekahidronaftalin.
A vegyület triviális, nem szabványos neve dekalin.

Áthidalt gyűrűs nevezéktannal:

Biciklo[4.4.0]dekán

Az áthidalt gyűrűs nómenklatúrában az alapvegyület nevét úgy kapjuk, hogy a burkoló gyűrűből elhagyjuk az áthidalásokat, ez esetben a 4a,8a élet. A kapott alapvegyület a ciklodekán. Az eredeti vegyület két gyűrűből állt, a vegyület neve: biciklo[...]dekán lesz. A kapcsos zárójelben adjuk meg a kapcsolódás módját: a hidat.
A híd a két hídfőt nem számítva két 4 atomos részre vágja a gyűrűt. A híd a két hídfőn kívül nem tartalmaz atomot. A szögletes zárójelben a két rész és a híd atomjainak számát kell megadni ponttal elválasztva: [4.4.0]. A vegyület neve az áthidalt gyűrűs nómenklatúrában biciklo[4.4.0]dekán.
A gyűrűrendszer atomjait az egyik hídfőtől kiindulva számozzuk. A szimmetria miatt ez esetben az irány nem számít. A számozásnak akkor lenne jelentősége, ha a gyűrűnek oldalláncai is lennének.

## Kapcsolódó lapok
- Szerves kémiai alapvegyületek
- Biciklusos vegyület
- Egyszerű aromás gyűrű
- Policiklusos aromás szénhidrogének